# آلفونسوی سوم، پادشاه آستوریاس
آلفونسو سوم (۸۴۸ – دسامبر ۹۱۰) ملقب به کبیر از ۸۶۶ میلادی تا زمان مرگش، شاه لئون، گالیسیا و آستوریاس بود. او پسر و جانشین اوردونو یکم و دارای لقب شاهزاده تمامی گالیسیا بود.
او در دوره ضعف و ناتوانی امرای اموی امارت قرطبه بر تخت نشست. اگرچه وی توانست طی پیروزی‌های درخشان خود بر موروها قلمرو فراوانی به‌دست آورد اما همچنان مجبور شد به عنوان دولتی درجه دوم نسبت کوردوبا، به آنان خراج بپردازد.
او شورش باسک‌ها را در ۸۶۷ درهم شکست و مدتی بعد طغیان گالیسیا را نیز سرنگون ساخت. وی در ۸۶۸ و ۸۷۸ میلادی، نواحی پورتو و کویمبرا را تسخیر نمود. او در حدود ۸۶۹ میلادی، با پادشاهی ناوار متحد شد و از طریق ازدواج با دختر شاه ناوار، این اتحاد را مستحکم‌تر نمود. در ضمن، آلفونسو سوم خواهرش را نیز به عقد شاهزاده‌ای از پامپلونا درآورد.
او به راستی جانشین برحق پادشاهی ویزیگوتی بود. آلفونسو سوم به هنر نیز توجه زیادی داشت و کلیسای سانتو آدریانو دی تونون را بنا نمود.
یک سال پیش از مرگ آلفونسو سوم، سه پسر وی علیه او سر به شورش برداشتند. آنان وی را مجبور به کناره‌گیری از سلطنت نموده و وادارش کردند که قلمرو پادشاهی را میان آنان تقسیم نماید. پسر اول او،گارسیا، شاه لئون شد. پسر دوم، اوردونو، گالیسیا را دریافت داشت و سومین پسر آلفونسو، فرولا، نیز آستوریاس را بدست آورد. آلفونسو در ۹۱۰ میلادی در زامورا درگذشت. مرگ او باعث جدال میان فرزندانش بر سر تاج و تخت گردید و تا یک قرن بعد، کشور را در آشفتگی کامل فرو برد.